# Papatuka longitarsis
Papatuka longitarsis är en stekelart som först beskrevs av Jean-Jacques Kieffer 1904.  Papatuka longitarsis ingår i släktet Papatuka och familjen hungersteklar. Inga underarter finns listade i Catalogue of Life.